# Карецано
Кареца̀но (на италиански: Carezzano; на пиемонтски: Carzòu, Каръцоу) е село и община в Северна Италия, провинция Алесандрия, регион Пиемонт. Разположено е на 300 m надморска височина. Населението на общината е 448 души (към 2010 г.).